# Abie's Irish Rose (1928)
Abie's Irish Rose is een Amerikaanse dramafilm uit 1928 onder regie van Victor Fleming. Destijds werd de film in Nederland uitgebracht onder de titel Abie's Rose Marie.

## Verhaal
De Joodse Abie Levy trouwt in het geheim met de Ierse Rosemary Murphy. Ze liegen tegen elkaars schoonvaders over hun godsdienst. Door de geboorte van hun kleinkinderen leren de beide mannen hun religieuze vooroordelen opzij te zetten.

## Rolverdeling
| Acteur               | Personage       |
| -------------------- | --------------- |
| Charles Rogers       | Abie Levy       |
| Nancy Carroll        | Rosemary Murphy |
| Jean Hersholt        | Solomon Levy    |
| J. Farrell MacDonald | Patrick Murphy  |
| Bernard Gorcey       | Isaac Cohen     |
| Ida Kramer           | Mevrouw Cohen   |
| Nick Cogley          | Pastoor Whalen  |
| Camillus Pretal      | Rabbi Samuels   |
| Rosa Rosanova        | Sarah           |
| Thelma Todd          |                 |